# ジャングルブック・少年モーグリ
『ジャングルブック・少年モーグリ』（ジャングルブック・しょうねんモーグリ）は、ラドヤード・キップリングの小説『ジャングルブック』を原作とするテレビアニメである。

## 概要
20世紀初めのインドを舞台に、オオカミに育てられた少年モーグリが成長していく物語で、1989年10月2日から1990年10月29日までテレビ東京系列局 (TXN) で放送。これより以前にウォルト・ディズニーなどの手によって同名のアニメが手がけられているが、本作品は他の同名作とは大きく異なる点がある。それは、モーグリの成長が全52話にわたって詳細に描かれているところである。オオカミとして何ら疑問も持たずに、ただひたすらに一人前のオオカミとして努力するモーグリ。やがて人間という存在を知り、徐々に自らが何者であるかということに疑問を持ち思い悩む。そのような少年の心の葛藤が丹念に描かれている。放送開始時から視聴率が伸び悩み、当初は2クールで終了する予定であったが、スポンサーの住友電工が企業用広告として本作品を評価したために予定外の4クールにまで延長された。

## 登場人物
モーグリ
声 - 高乃麗
ひょんなことから幼少期に両親とはぐれてしまい、ジャングルに住むオオカミ一族の子として動物たちに育てられた少年。明るくやんちゃであるが、自分がオオカミでなく人間であると自覚するようになると思い悩むようになる。メシュアに恋心を抱き、やがて人間の住む世界へと帰っていく。
ルーリ
声 - 横尾まり
オオカミ一族の英雄、アレキサンダーの妻でありモーグリの育ての親。人一倍手のかかる息子モーグリ、そしてアクルとスーラの成長を、時には厳しく時には優しく見守る強き母。後にオオカミ一族のリーダーとなる。
アクル / スーラ
声 - 松岡洋子 / 中原茂
アレキサンダーとルーリの子で、モーグリと兄弟同然に育つ。真面目で思慮深い性格のスーラに対し、アクルは感情をむき出しにする荒っぽい性格である。ルーリやバギーラ達と同様に、モーグリがオオカミ一族であることに疑問を持たなかった。
バルゥ
声 - 銀河万丈 / 南杏子（子供）
ジャングルに古くから住む老年のクマ。物怖じしないモーグリを気に入り、アレキサンダーの死後はモーグリの教育係としていろいろと世話を焼く。しかし、それが高じて彼から疎んじられることもしばしばあった。巨大な体躯が示すとおりおおらかな性格。子供の頃、母親の教えるジャングルの掟を聞こうとしなかったために家族を死なせてしまう。以来掟の重要さを痛感し、オオカミの子供達に掟を教える先生となる。
バギーラ
声 - 石丸博也
バルゥとともにモーグリの教育係を受け持つクロヒョウ。かつて人間の少女リンダに飼われていたことから、人間に対する知識を豊富に持つ。ひねくれた性格であるが、誰よりもモーグリとジャングルの平和を愛している。モーグリが人間の村へ行くとき、一緒に森を出ていった。
ララ
声 - 折笠愛
一族の長老アケーラの孫娘。勝気な性格で、何かとモーグリ達につっかかっていた。物語の後半でスーラと家庭を持つ。
アケーラ
声 - 藤本譲
オオカミ一族の長老。本来ならリーダーを引退しているところだが、後継者のアレキサンダーは死亡し、息子のバーミリオンはリーダーを決める戦いに敗れて群れから去ったため、やむなくリーダーを続けている。ルーリが後継者になってからは助言役に徹した。最期はモーグリに見取られ、静かに息を引き取った。
カー
声 - キートン山田
シオニーの森の古株の大蛇。その経験を活かし、モーグリ達の助け舟となる。
アレキサンダー
声 - 池田勝
モーグリ達の父親でオオカミ一族の英雄。争いごとが嫌いで、バーミリオンとのリーダー決めの戦いも避けたがっていた。モーグリを守るため、シアカーンと戦い死亡する。バギーラにモーグリのことを託した。
バーミリオン
声 - 屋良有作
アレキサンダーの親友で、ララの父親。アレキサンダーと互角の実力を持つ。リーダーを決める戦いの時に負傷し、片目となっている。群れを去った後、別のオオカミの群れのリーダーとなる。
ハーディ
声 - 郷里大輔
森の秩序を守らせるゾウの長。とても強力な力の持ち主で、シアカーンも彼には逆らえない。
シアカーン
声 - 笹岡繁蔵
モーグリの宿敵の人食いトラ。「人間や家畜を襲ってはいけない」というジャングルの掟を破る無法者で、モーグリを幼い頃から狙っている。最後はモーグリに倒された。
タバキ
声 - 二又一成
シアカーンの子分のシマハイエナ。ずる賢く、弱者には強気だが、バギーラのような強者にはへこへこする。
キチ
声 - 伊藤美紀
アニメオリジナルのキャラクターでレッサーパンダの子供。人間に捕らえられそうになる時、川に流されモーグリたちに助けられる。最初は鬱陶しがられていたが、ジャングルの仲間になっていく。
バッカス
声 - 安西正弘
チル
声 - 沢木郁也
トンビ。モーグリが猿達に「冷たい寝床」に連れ去られる最中に出会い、彼のピンチをバルゥに伝えた。以来シオニーの森の伝令役として登場する。
キチの母
声 - 伊倉一恵
ファーガス
声 - 槐柳二
サンダー
声 - 大塚明夫
バーミリオンの群れの狼。人間に住処を追われ、目の前で妹を射殺されたため、人間に強い憎しみを抱いている。故に人間であるモーグリにも敵意を剥き出し、それがモーグリを悩ませ、アケーラ達の群れに亀裂を生むこととなってしまう。
ブント
声 - 若本規夫
はぐれ狼と呼ばれるならず者。ララを人質に取って群れを乗っ取るも、ハーティに追い出された。しかし、懲りずに群れを狙ったため、モーグリ達に退治された。
ダスティ
声 - 梅津秀行
モーグリの母
声 - 宗形智子
考古学者でジャングルにきたが、赤ん坊のモーグリが行方不明になり、探している途中バギーラと会い、崖の上から足を滑らせ死亡する。
モーグリの父
声 - 池水通洋
考古学者。妻が崖の上から足を滑らせ一緒に落ちて死亡する。
バルゥの母
声 - 向殿あさみ
リンダ
声 - 渡辺菜生子
リンダの父
声 - 沢木郁也
ボギー
声 - 峰恵研
メシュアの祖父。モーグリが落とし穴の罠に落ちた時に助けてケガの手当てをし、モーグリと信頼関係を保つことができた最初の人間。その後、モーグリを家族として迎え入れた。
メシュア
声 - 矢島晶子
ボギーの孫娘。かなりのお転婆娘。花畑でモーグリと会い、気があう関係になる。
サリー
声 - 佐々木優子
メシュアの母。モーグリを見て、森に入り行方不明の息子だと思ってしまう。
ニール
声 - 島田敏
メシュアの父。とても穏やかで優しい性格の持ち主。カニワラ村に逃げた後高熱を出し、手当てのほどこしがなく息をひきとる。
ブルディオ
声 - 緒方賢一
ボギーの住んでる村人で、ホラ吹き。シア・カーンを倒したモーグリを信用せず自分の手柄にしようとし、モーグリやボギー一家を悪魔の一族だと考え、村人達を扇動して彼らを処刑しようとした。
ター
声 - 広瀬正志
ログ
声 - 吉村よう

## スタッフ
- 制作 - 本橋浩一
- 制作管理 - 高桑充、中島順三
- 原作 - ラドヤード・キップリング
- 企画 - 佐藤昭司
- シリーズ構成 - 矢吹公郎
- 音楽 - 島津秀雄
- 監督 - 黒川文男
- キャラクターデザイン - 坂巻貞彦
- プロデューサー - 倉林伸介、小竿俊一
- 撮影監督 - 森田俊昭
- 録音監督 - 山田悦司
- 製作 - 日本アニメーション、テレビ東京
- 作詞 - 松本一起
- 作曲 - 有澤孝紀
- 編曲 - 高田弘

## 主題歌
オープニングテーマ
「GET UP/愛を信じて」
歌 - 五十嵐寿也
エンディングテーマ
「地球の子」
歌 - 橋本潮

## 各話リスト
| 話 | 放映日         | サブタイトル                      | 脚本     | 絵コンテ | 演出           | 作画監督                 |
| -- | -------------- | --------------------------------- | -------- | -------- | -------------- | ------------------------ |
| 1  | 1989年 10月9日 | ジャングルの仲間                  | 藤本信行 | 矢吹公郎 | 矢吹公郎       | 坂巻貞彦                 |
| 2  | 1989年 10月9日 | 狼少年モーグリ誕生                | 渡辺麻実 | 黒川文男 | 黒川文男       | 遊佐和重                 |
| 3  | 10月16日       | 狼王アレキサンダー                | 渡辺麻実 | 須田功二 | -              | 遊佐和重                 |
| 4  | 10月23日       | ジャングルの掟                    | 藤本信行 | 北原健雄 | 北原健雄       | 遊佐和重                 |
| 5  | 10月30日       | 流れついたかわいい奴              | 藤本信行 | 北原健雄 | 高橋信治       | 石之博和                 |
| 6  | 11月6日        | 一人ぼっちのキチ                  | 藤本信行 | 坂田純一 | 坂田純一       | 林一哉                   |
| 7  | 11月13日       | 冷たい牙                          | 藤本信行 | 須田功二 | 清水あきら     | 石之博和                 |
| 8  | 11月20日       | ごめんね、バルゥ                  | 藤本信行 | 牧野滋人 | 高橋信治       | 石之博和                 |
| 9  | 11月27日       | 掟より大切なもの                  | 渡辺麻実 | 大森英敏 | 宮崎一哉       | 野口大蔵                 |
| 10 | 12月4日        | 訪ねて来た一匹狼                  | 藤本信行 | 腰繁男   | 山崎茂         | 林一哉                   |
| 11 | 12月11日       | 心の中に住む魔物                  | 藤本信行 | 阿坊繁   | 阿坊繁         | 石之博和                 |
| 12 | 12月18日       | 死闘!人喰い虎・激流から脱出       | 吉田憲二 | 小泉謙三 | 高橋信治       | 野口大蔵                 |
| 13 | 12月25日       | 残酷!高原にとどろく悪魔の銃声     | 藤本信行 | 岡部英二 | 高橋信治       | 林一哉                   |
| 14 | 1990年 1月8日  | 危ない!モーグリ・呪われた街の恐怖 | 藤本信行 | 白梅進   | 清水あきら     | 石之博和                 |
| 15 | 1月15日        | 狼を超えろ!人間を超えろ           | 藤本信行 | 南波千浪 | 清水あきら     | 野口大蔵                 |
| 16 | 1月22日        | 憎しみと孤独と傷ついた心          | 吉田憲二 | 腰繁男   | 山崎茂         | 林一哉                   |
| 17 | 1月29日        | さよなら、かあさん                | 関口三郎 | 南波千浪 | 腰繁男         | 石之博和                 |
| 18 | 2月5日         | モーグリを抱いた男                | 関口三郎 | 北原健雄 | 山崎茂         | 野口大蔵                 |
| 19 | 2月12日        | 帰ろう、自由と仲間のいる森へ      | 関口三郎 | 大森英敏 | 清水あきら     | 林一哉                   |
| 20 | 2月19日        | 新しいねぐら                      | 吉田憲二 | 辻伸一   | 腰繁男         | 石之博和                 |
| 21 | 2月26日        | 水辺の休戦                        | 関口三郎 | 奥田誠治 | 山崎茂         | 野口大蔵                 |
| 22 | 3月5日         | 平和な森の伝説                    | 関口三郎 | 北原健雄 | 秦泉寺博       | 呉山福漳                 |
| 23 | 3月12日        | 飛べブーメラン!風を切れ!          | 吉田憲二 | 腰繁男   | 斎藤次郎       | 山崎登志樹               |
| 24 | 3月19日        | 大人への旅立ち                    | 吉田憲二 | 大森英敏 | 清水あきら     | 坂巻貞彦                 |
| 25 | 3月26日        | はぐれ狼ブントの逆襲              | 吉田憲二 | 杉島邦久 | 平川達也       | 石之博和                 |
| 26 | 4月2日         | シオニーの森に平和を!             | 吉田憲二 | 腰繁男   | 腰繁男         | 石之博和                 |
| 27 | 4月2日         | リーダーがいない!                 | 関口三郎 | 北原健雄 | 北原健雄       | 野口大蔵                 |
| 28 | 4月16日        | かあさんの決意                    | 関口三郎 | 大森英敏 | 清水あきら     | 小島正士                 |
| 29 | 4月23日        | 悪いやつを探せ                    | 関口三郎 | 奥田誠治 | 宮崎一哉       | 野口大蔵                 |
| 30 | 4月30日        | みんなで勝利の歌を                | 関口三郎 | 秦泉寺博 | 平川達也       | 石之博和 朝倉隆          |
| 31 | 5月7日         | 新しいボスの誕生                  | 吉田憲二 | 大森英敏 | 腰繁男         | 石之博和                 |
| 32 | 5月14日        | 花を摘む少女メシュア              | 吉田憲二 | 北原健雄 | 北原健雄       | 小島正士                 |
| 33 | 5月21日        | 人喰い虎シア・カーンの標的        | 吉田憲二 | 黒田昌郎 | 清水あきら     | 石之博和                 |
| 34 | 5月28日        | 絶体絶命!少女メシュアを救え       | 吉田憲二 | 黒田昌郎 | 平川達也       | 野口大蔵                 |
| 35 | 6月4日         | 人間が知りたい!                   | 関口三郎 | 辻伸一   | 山崎茂         | 石之博和 朝倉隆          |
| 36 | 6月11日        | ほらふきブルディオ                | 関口三郎 | 腰繁男   | 腰繁男         | 小島正士                 |
| 37 | 6月18日        | 戦いの前の涙                      | 関口三郎 | 大森英敏 | 清水あきら     | 石之博和                 |
| 38 | 6月25日        | 決戦!宿敵シア・カーンを倒せ       | 関口三郎 | 大森英敏 | 平川達也       | 坂巻貞彦 朝倉隆 小島正士 |
| 39 | 7月2日         | さよならメシュア                  | 関口三郎 | 奥田誠治 | 山崎茂         | 石之博和                 |
| 40 | 7月9日         | 殺し屋集団・赤犬ドールが来た!     | 吉田憲二 | 辻伸一   | 清水あきら     | 小島正士                 |
| 41 | 7月30日        | 死の谷を駆け抜けろ!               | 吉田憲二 | 奥田誠治 | 平川達也       | 石之博和                 |
| 42 | 8月13日        | あの少女に逢いたい                | 関口三郎 | 腰繁男   | はしもとなおと | 朝倉隆 小島正士          |
| 43 | 8月20日        | 走れ!モーグリ・人間狩りを許すな!  | 関口三郎 | 辻伸一   | 山崎茂         | 石之博和                 |
| 44 | 8月27日        | 闇夜に鳴り響くホラ貝と鐘の音      | 関口三郎 | 北原健雄 | 清水あきら     | 小島正士                 |
| 45 | 9月3日         | 森からの大逆襲!最後の勝利者は?    | 関口三郎 | 奥田誠治 | 平川達也       | 石之博和                 |
| 46 | 9月10日        | 熱い思いを胸に、町へ              | 吉田憲二 | 奥田誠治 | 山崎茂         | 朝倉隆 小島正士          |
| 47 | 9月24日        | オリからの脱出大作戦              | 吉田憲二 | 辻伸一   | はしもとなおと | 石之博和                 |
| 48 | 9月24日        | ロープが切れる!ララの子が危ない   | 吉田憲二 | 奥田誠治 | 清水あきら     | 小島正士                 |
| 49 | 10月8日        | 勇者よ静かに眠れ                  | 吉田憲二 | 平川達也 | 平川達也       | 石之博和                 |
| 50 | 10月15日       | 200回目の着替えと秘密の踊り       | 関口三郎 | 奥田誠治 | 山崎茂         | 小島正士                 |
| 51 | 10月22日       | メシュアに逢えた                  | 関口三郎 | 奥田誠治 | 清水あきら     | 石之博和                 |
| 52 | 10月29日       | 別れの歌が響く                    | 関口三郎 | 須田功二 | 平川達也       | 小島正士                 |

## 放送局
テレビ東京系列局では毎週月曜 19:00 - 19:30 （日本標準時）に放送。
日本国外でも放送されており、韓国では韓国放送公社 (KBS)、イタリアではMondo TV、フランスではイタリアのDoro TV Merchandisingを通じて放送。他にドイツ、アメリカ、カナダ、プエルトリコでも放送されている。特に韓国では1992年に初めて放送され、1995年と1999年に再放送されている。

## 関連商品
- VHS 『ジャングルブック 少年モーグリ』 Vol.1 - Vol.9
- DVD 『ジャングルブック 少年モーグリ』 DVD-BOX 1 - 2 （発売元 - i-cfコンテンツ事業部 / 販売元 - コロムビアミュージックエンタテインメント / BOXイラスト - 関修一）